# Rue du Court-Debout
La rue du Court-Debout est une voie publique urbaine de la commune de Lille dans le département français du Nord.

## Situation et accès
Située dans le quartier du Lille-Centre, la rue est une voie secondaire à faible circulation à sens unique, dépourvue de commerces en dehors de ses extrémités, qui relie la rue d'Amiens à la place au Vieux Marché aux chevaux. Elle comprend deux maisons de style classique lillois du début du  XVIIIe siècle au numéro 9 et à l’angle avec la rue d’Amiens. Les maisons des numéros 11 et 13 datent vraisemblablement de la même époque mais leurs façades ont été très altérées.

## Origine du nom
La rue reliait la rue d’Amiens au Vieux Marché aux chevaux qui s’étendait jusqu’à la rue du Bleu mouton. Elle était alors très courte d’où son nom « court de bout » ensuite compris en deux mots « court debout ».

## Historique
La rue est comprise dans le territoire de l'agrandissement de Lille en 1603 qui étend l'enceinte de la ville au sud-ouest remplaçant l'ancienne porte du Molinel qui était située à l'angle de la rue du Molinel et de la rue de la Riviérette par la porte Notre-Dame à l'emplacement de l'actuelle place Richebé. 
Elle fut allongée lorsqu’un ilot de maisons fut construit au sud-ouest de la rue du Bleu mouton réduisant la surface du marché aux chevaux.